# سفاطة طاغية
سَفَّاطة طاغية هي فراشة ملونة تنتمي إلى فصيلة عثة النمر عثيات نمرية من جنس سفاطة

## التوزع والسكن
هذا النوع موجود في معظم أوربة والشرق الأدنى ( تركيا وجنوب القوقاز وشمال إيران). تفضل هذه السفاطة المناطق الرطبة ( المروج الرطبة وضفاف الأنهار والسفن والمستنقعات) ، ولكن يمكن العثور عليها أيضًا على المنحدرات الصخرية القريبة من البحر.

## الصور

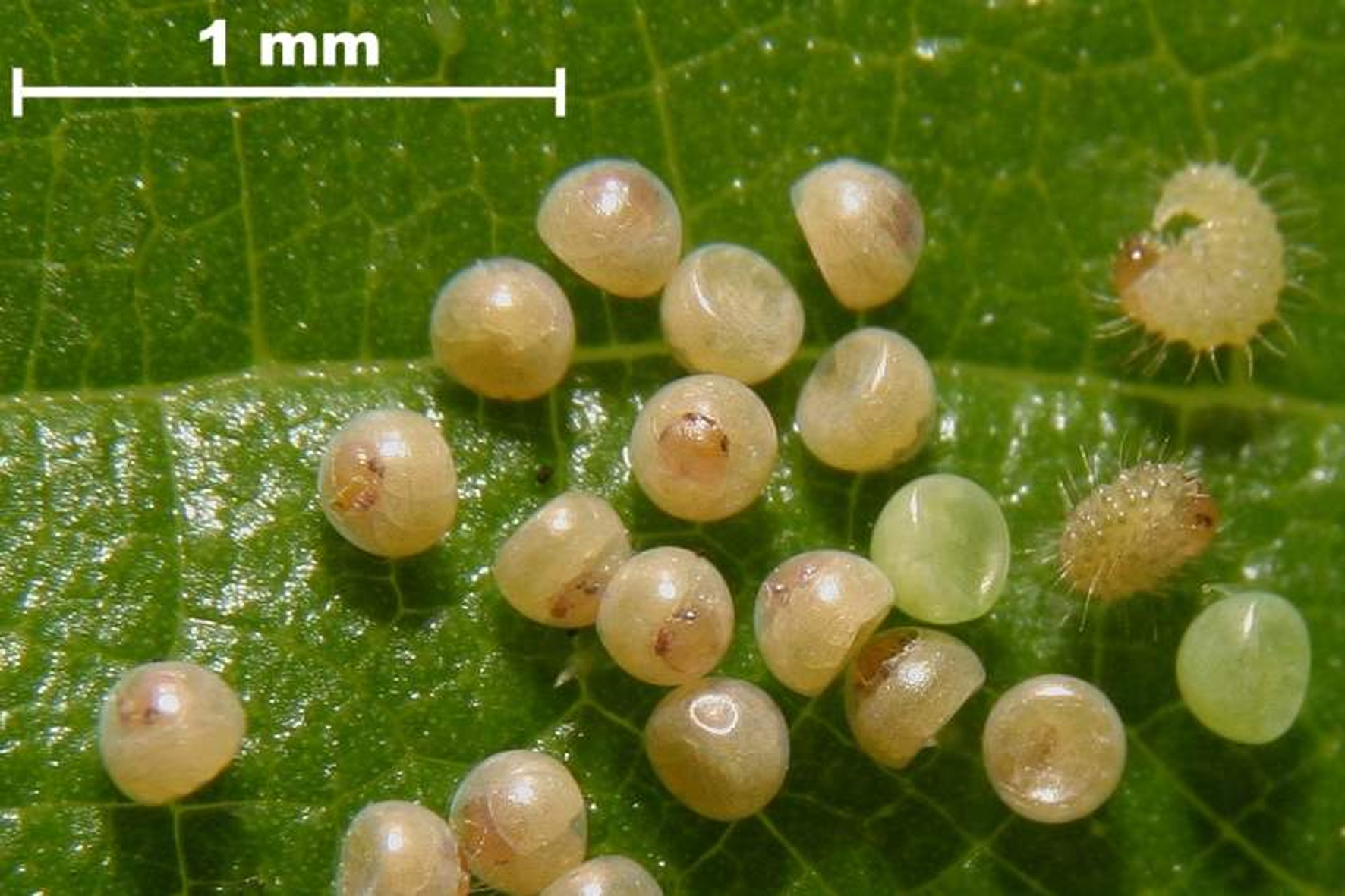
بيض
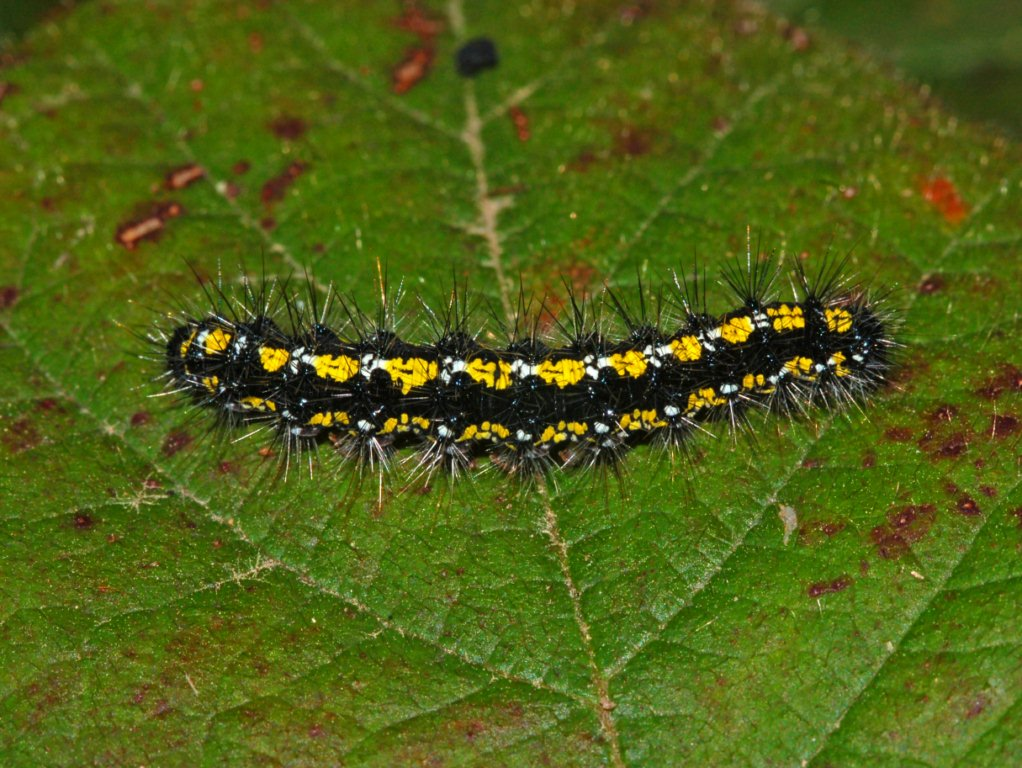
يسروع
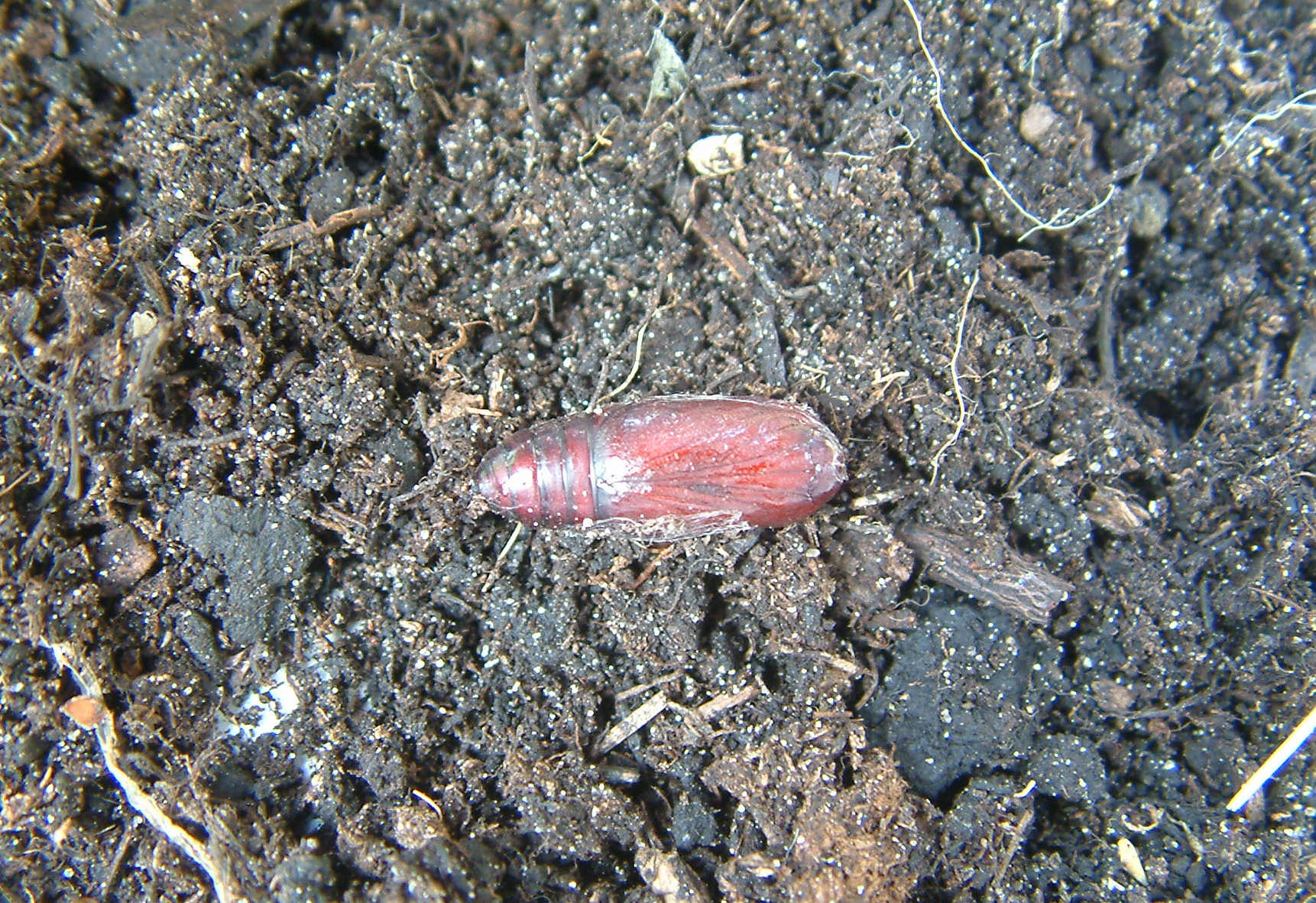
خدارة
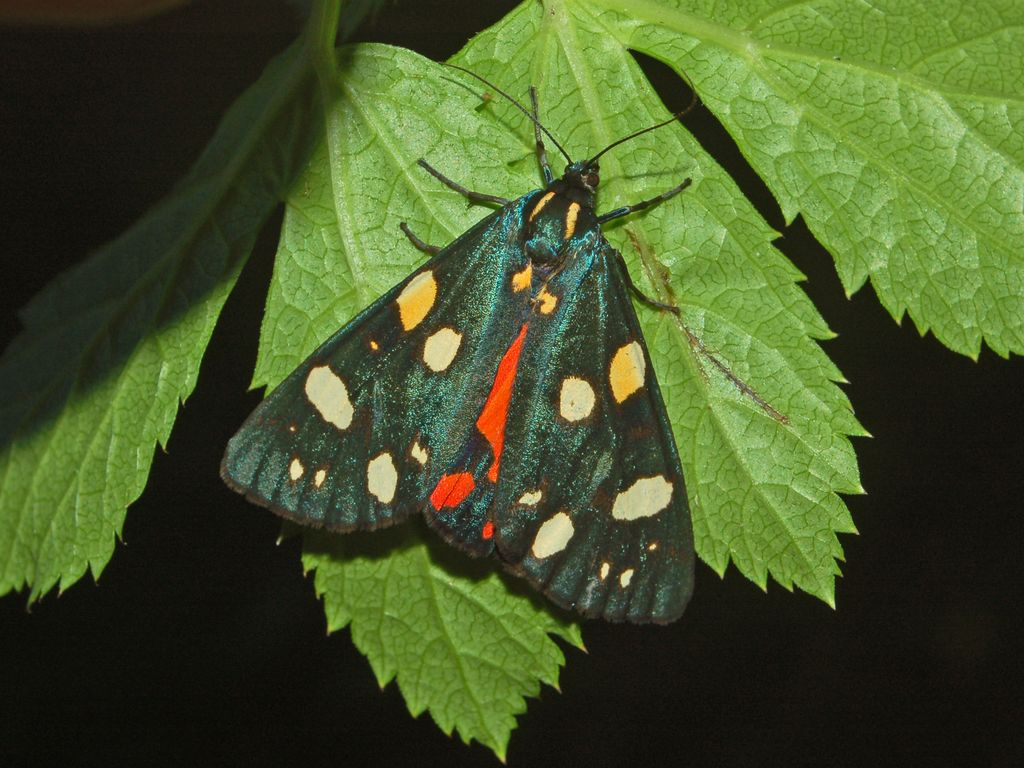
جملانة